# Крымское краевое правительство
Кры́мское краево́е прави́тельство — правительство автономной области на территории Крымского полуострова времён Гражданской войны в России. Имело два различных состава: прогерманское правительство М. А. Сулькевича (25 июня — 15 ноября 1918 года) и земское правительство С. С. Крыма (15 ноября 1918 года — апрель 1919 года).

## Правительство Сулькевича
Состав правительства: премьер-министр, министр внутренних и военных дел — генерал-лейтенант М. А. Сулькевич (помощником военного министра стал генерал-майор А. С. Мильковский, с возложением на него непосредственного руководства военным министерством), юрист, литовский татарин Леон Кричинский исполнял обязанности заведующего канцелярией премьер-министра. Министр иностранных дел Дж. Сейдамет, бывший Таврический вице-губернатор князь С. В. Горчаков, граф В. С. Татищев (министр финансов), немецкий колонист Т. Г. Рапп (министр земледелия), инженер, генерал-майор Л. М. Фриман (министр путей сообщения), землевладелец В. С. Налбандов (краевой секретарь и краевой контролер), бывший сенатор Н. В. Чарыков (министр народного просвещения). Министром юстиции стал известный юрист, литовский татарин  А. М. Ахматович. Впоследствии состав правительства менялся. Осенью в должности краевого контролера (инспектора) был введен Мустафа мурза Кипчакский. В качестве своей команды Сулькевич привлёк литовских татар и некоторых деятелей Крымской народной республики - крымских татар, например, Асан Айвазов стал послом Крыма в Османской империи.
В декларации «К населению Крыма» провозглашалась самостоятельность полуострова, вводилось гражданство Крыма и государственная символика, ставилась задача создания собственных вооружённых сил и денежной единицы. Столицей был объявлен Симферополь. Вводилось три государственных языка: русский, крымскотатарский и немецкий. Восстанавливалась частная собственность.
- Деятели Первого крымского краевого правительства М. А. Сулькевича
- Матвей Александрович (Сулейман) Сулькевич (1865—1920) — премьер-министр, военный министр, министр внутренних дел
- А. С. Мильковский  (1873—1934) — помощник военного министра, и.о руководителя военного министерства
- Леон Константинович Кричинский (1887—1939) — заведующий канцелярией премьер-министра
- Джафер Сейдамет (1889—1960) — министр иностранных дел
- Татищев Владимир Сергеевич, (1865—1928) — министр финансов
- Ахматович Александр Али (1865—1944) — министр юстиции
- Николай Валерьевич Чарыков (1855—1930) — министр народного просвещения
- Мустафа Мурза Кипчакский (1861—?) — краевой контролёр
- Налбандов Владимир Сергеевич (1874—1954) — краевой контролёр, краевой секретарь
- Асан Сабри Айвазов (1878—1938) — посол в Османской империи, ранее Председатель Меджлиса

Вся деятельность правительства находилась под полным контролем оккупационного командования. В июле 1918 года правительственная делегация под руководством В. С. Татищева посетила Берлин с целью добиться признания германским правительством независимости Крыма от Украины, получить от него займы и установить торговые отношения с Германией. Негласно германскому правительству была также предложена докладная записка Крымскотатарской директории о создании Крымского ханства (под покровительством Германии и Турции). Эти предложения поддержки в Берлине не получили.
Отношения Крыма с правительством Скоропадского изначально не сложились. В интервью одной из ялтинских газет Сулькевич сказал:

Моё правительство не было ни за Украину, ни против неё, а стремилось лишь к установлению добрососедских отношений […]. После того, как я сообщил в Киев о моем новом назначении, я неожиданно получил от украинского правительства телеграмму, адресованную мне как «губерниальному старосте» на украинском языке. Я ответил, что я не «староста», а глава правительства самостоятельного края, и что я прошу установить сношения между нами на общественном языке — на русском. Этот мой поступок объявили в Киеве «разрывом дипломатических отношений». Мы, то есть крымское правительство, послало своего уполномоченного в Киев для установления экономического соглашения, но оно там натолкнулось на абсолютно закрытые двери.
В сентябре — октябре в Киеве прошли крымско-украинские переговоры. Украинская делегация предложила Крыму войти в состав Украины на правах предельно широкой автономии. Крымская делегация вынесла контрпредложение: создание федеративного союза. К согласию прийти не удалось.
В Крыму находилось огромное количество беженцев от большевиков из центральной России — буржуа, политики, чиновники, офицеры. Однако поддержки и кадровой помощи от них Правительство Сулькевича не получило по ряду причин: оно было не самостоятельно по отношению к оккупационным немецким властям, имело непропорционально большой литовско и крымскотатарский кадровый состав и сильный сепаратистский курс.
Известный земский деятель кадет В. А. Оболенский, который дистанцировался от правительства М. А. Сулькевича, но вошел в правительство С. С. Крыма, в своих воспоминаниях писал:

В целом же ряде мелких актов и действий отделение Крыма от России подчеркивалось на каждом шагу и оскорбляло русское национальное чувство. Такое пыжание русских людей, сидевших в правительстве, в угоду немцам, охранявшим нас от большевиков, сделать вид, что они управляют самостоятельным государством, было противно… Помню, например, как слова «таврический» и «губернский» сделались нелегальными. Началось перекрашивание вывесок всех учреждений, носивших заглавия «таврических» и «губернских». Теперь их перекрестили в «Крымские», «краевые».
В ноябре Сулькевич, предупреждённый германским командованием о скорой эвакуации, обратился за помощью к Деникину, но получил отказ, мотивированный прогерманской и сепаратистской позицией руководства Крыма.
После ухода из Крыма немецких оккупационных войск правительство Сулькевича 15 ноября 1918 года мирно передало власть Крымскому краевому правительству во главе с С. С. Крымом, кадетом, избранным Крымским земством.